# 摩洛哥皇家航空貨運
摩洛哥皇家航空貨運（法語：Royal Air Maroc Cargo），運營名義為「RAM貨運」（RAM Cargo），乃摩洛哥境內一家货运航空公司，于2010年1月正式命名，是摩洛哥皇家航空的全资子公司。